# Franz Peyerl (Politiker, 1920)
Franz Peyerl (* 16. September 1920 in Waidhofen an der Ybbs; † 13. Oktober 2011 ebendort) war ein österreichischer Politiker (SPÖ) und Gewerkschafter. Peyerl war von 1961 bis 1972 Abgeordneter zum Landtag von Niederösterreich.
Peyerl besuchte die Volks- und Bürgerschule und absolvierte eine Lehre als Schweißer. Er leistete während des Zweiten Weltkriegs von 1939 bis 1943 den Militärdienst ab, wobei er schwer verwundet wurde. Danach war er als kaufmännischer Angestellter tätig, war ab 1949 Mitglied des Zentralvorstandes der Gewerkschaft der Privatangestellten und ab 1972 Gemeinderat in Waidhofen an der Ybbs. Zudem vertrat Peyerl die SPÖ zwischen dem 18. Mai 1961 und dem 15. November 1972 im Niederösterreichischen Landtag. 